# Valentin Volóchinov
Valentin Nikoláievitch Volóchinov (em russo: Валенти́н Никола́евич Воло́шинов) foi um filósofo, músico, linguista e crítico literário russo ligado ao Círculo de Mikhail Bakhtin. É conhecido especialmente por sua obra Marxismo e filosofia da linguagem, publicada originalmente em 1929 e por vezes atribuída a Bakhtin. Nela, desenvolve a noção de dialogismo e posiciona a linguagem como base para a compreensão da ideologia.